# ジャルガルトルギーン・エルデネバト
ジャルガルトルギーン・エルデネバト（モンゴル語: Жаргалтулгын Эрдэнэбат、1973年6月17日 - ）は、モンゴル国の政治家。2016年7月7日から2017年10月4日まで13代目モンゴル国首相を務めた。モンゴル人民党所属。属格助辞を省略し、「ジャルガルトルガ・エルデネバト」とも呼ばれる。

## 経歴
1973年6月17日にモンゴル人民共和国のセレンゲ県マンダル村に誕生する。1995年に通商産業大学（後にモンゴル国立大学に統合）卒業。2008年から2012年までセレンゲ県知事を務めた後、同年の総選挙で国会議員に当選し、2014年から2015年には財務相を務めた。2016年の総選挙でモンゴル人民党が勝利したのを機に、首相に就任。
2017年9月7日に政権運営能力の欠如などを理由に議会にて内閣不信任決議が可決された。野党議員の他、与党モンゴル人民党の議員の約半数も賛成したため可決された。10月4日に首相を退任。